# Panizza

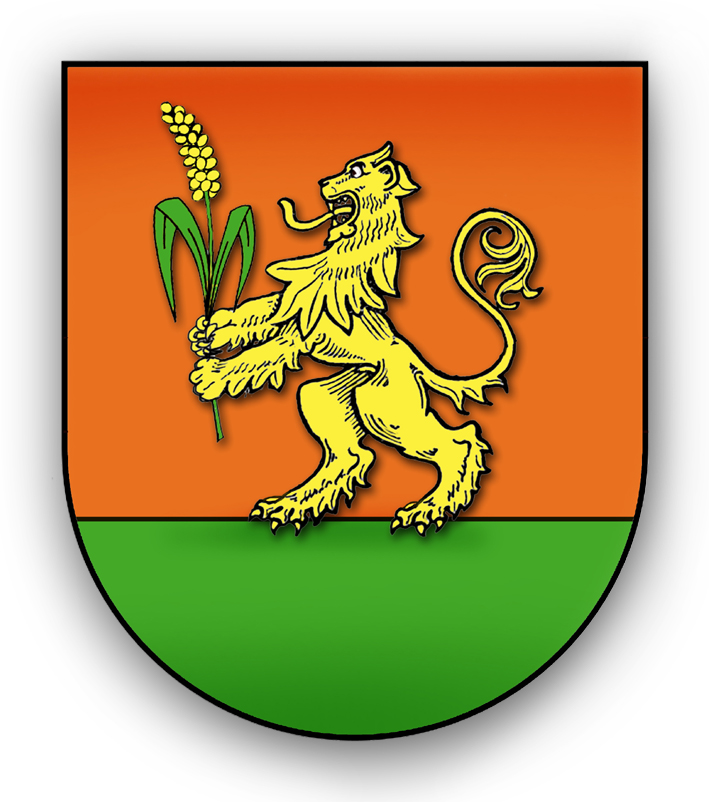
Brasão Panizza

Panizza é uma família italiana de origem nobre que produziu diversos membros de destaque. O sobrenome também foi grafado nas variantes Panitii, Panizzi, Pani, Panichi, Panizola e Panizo.

## Origem e dispersão
A família se originou em Gandino, na província de Bérgamo, em meados do século XIV. Adquiriram a nobreza cívica e uma grande influência política. Dela saíram dois cônsules, 39 conselheiros e diversos notários e oficiais administrativos. Em meados do século XVII se extinguiram, mas já haviam lançado ramos em várias outras cidades italianas, como Isola di Malo, Como, Vicenza, Suzzara, Módena, Mântua, Milão, Pávia, Verona e Vermiglio, que depois se dispersaram também para fora da Itália, chegando a Munique, Dresden, Lindau, Frankfurt, Boêmia e Romênia.

## Ramos principais

### Mântua

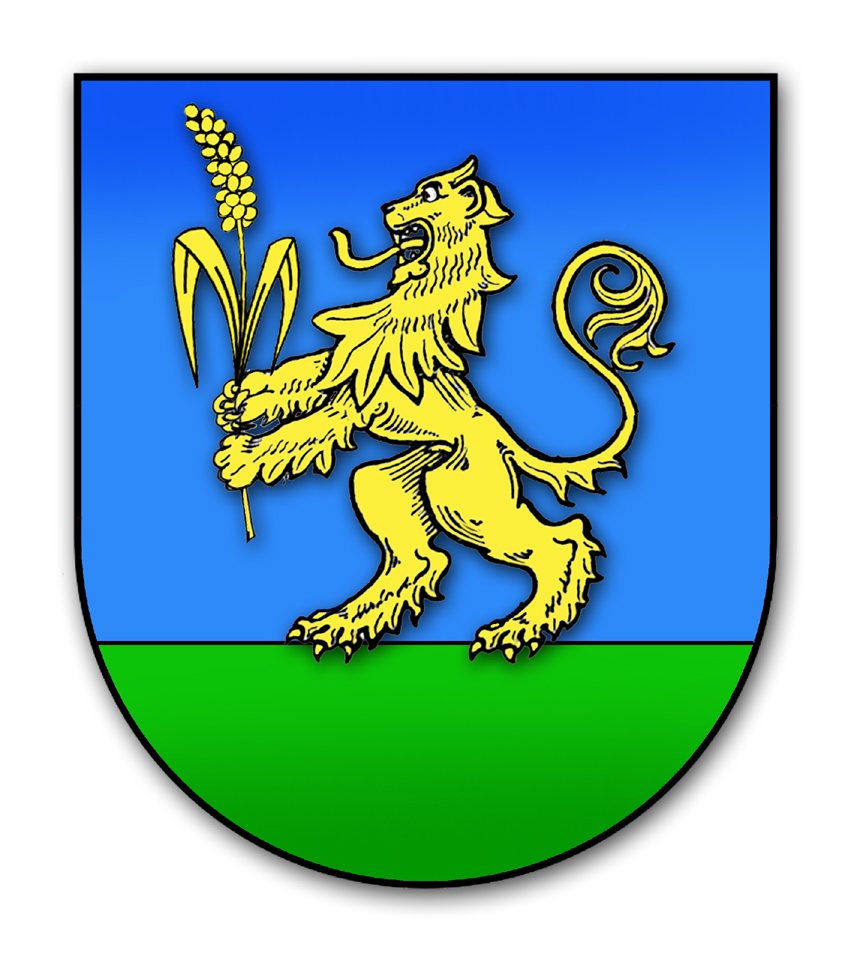
Brasão dos condes Panizza de Mântua

Em Mântua se fixam no século XV, onde se destacam Lodovico, médico da Corte, astrólogo e literato, tutor de Giovanni, filho do duque Vicente II Gonzaga. Seu filho Valente foi editor de livros, ativo em Ferrara, Florença, Perúgia e Roma; em Ferrara foi editor ducal, em Perúgia foi editor municipal, episcopal e do Colégio dos Jurisconsultos. Entre as muitas obras que imprimiu estão a Erofilomachia de Luciano Pasini, o drama Aretusa de Alberto Lollio, a Geographia de Estrabão, o tratado Academica theoremata secundum peripateticae philosophiae ordinem distincta de Antonio Montecatini, o poema Ninfale fiesolano de Boccaccio, e o Dialogo della descrittione teorica et pratica de gli horologi solari, de Giovanni Vimercato. Benedetto foi capuchinho e teólogo, nomeado arcebispo de Chipre em 1598; Sebastiano e Francesco foram feitos condes em 1649. O conde Carlo foi governador do castelo de Casale del Monferrato.

### Trentino

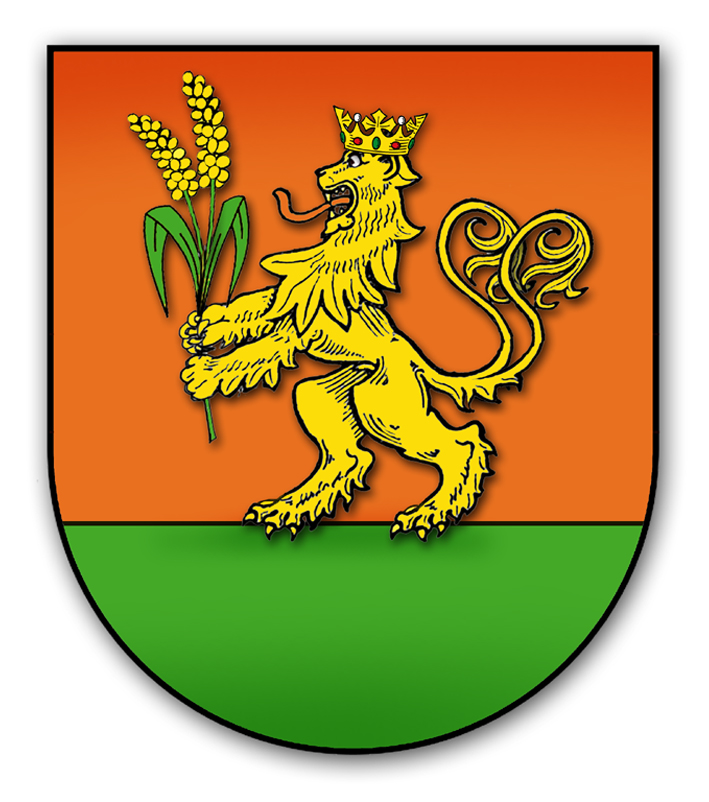
Primeiro brasão trentino

Chegaram ao Trentino em fins do século XV, fixando-se primeiro em Vermiglio. Pouco depois o grupo principal se muda para Taio, depois expandindo-se para as comunas de Roveré della Luna, Mezzocorona, Cles, Trento, Volano e Nago. Em 1646 foram agregados à nobreza trentina. Em 1786 um ramo recebeu nobreza imperial e o predicado von Brunenwald, junto com uma melhoria no brasão. Stefano instituiu um legado eclesiástico na Igreja de San Vittore de Taio. Cristoforo de Taio foi pároco de Coredo. Giovanni e Pilato foram administradores episcopais dos vales de Non e Sole. A família trentina produziu vários notários, como Giovanni Andrea, Pietro, Ferdinando e Filippo Antonio. Camillo (1890-1937) foi professor e escritor memorialista, membro da Accademia Roveretana degli Agiati, para a qual doou sua coleção de manuscritos.
O membro mais ilustre do ramo trentino foi Tullio (1870-1953), genealogista, heraldista, bibliotecário e arquivista, responsável pelo resgate e transcrição de muitas fontes manuscritas e por uma grande reorganização na metodologia e nos acervos da Biblioteca Comunal de Trento, obra sintetizada em seus estudos Inventario dei manoscritti della Biblioteca Comunale di Trento, Documenti del Risorgimento nella Biblioteca Comunale di Trento (com Paolo Pedrotti), Per il nostro patrimonio archivistico, e nos compêndios Biblioteca Comunale di Trento (com Cornelio Pisoni) e Attività della Biblioteca comunale di Trento dal 1930 al 1947. Como historiador uma de suas contribuições mais importantes foi Per la storia della carestia dell'anno 1816 in Trento, um estudo sobre a economia trentina e suas repercussões sociais no início do século XIX.

### Outros notáveis

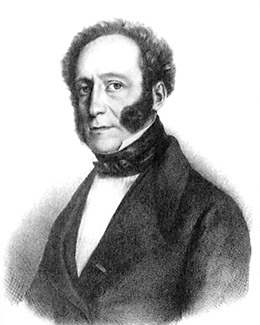
Bartolomeo Panizza

Alguns membros alcançaram reputação internacional, como Bartolomeo, Antonio e Oskar. Bartolomeo (1785 – 1867) nasceu em Vicenza, foi médico, cirurgião e anatomista, professor emérito na Universidade de Pávia. Foi o primeiro a localizar a função da visão no córtex cerebral, deu contribuições fundamentais para a neuroanatomia e a neurofisiologia, descobriu o forame de Panizza, além de deixar estudos importantes sobre os sistemas linfático e venoso, metabolismo e anatomia comparada. Foi membro da Academia Nacional de Ciências, senador do Reino da Itália, comandante da Ordem da Coroa de Ferro e da Ordem de São Maurício e São Lázaro, e cavaleiro da Ordem de Savoia.

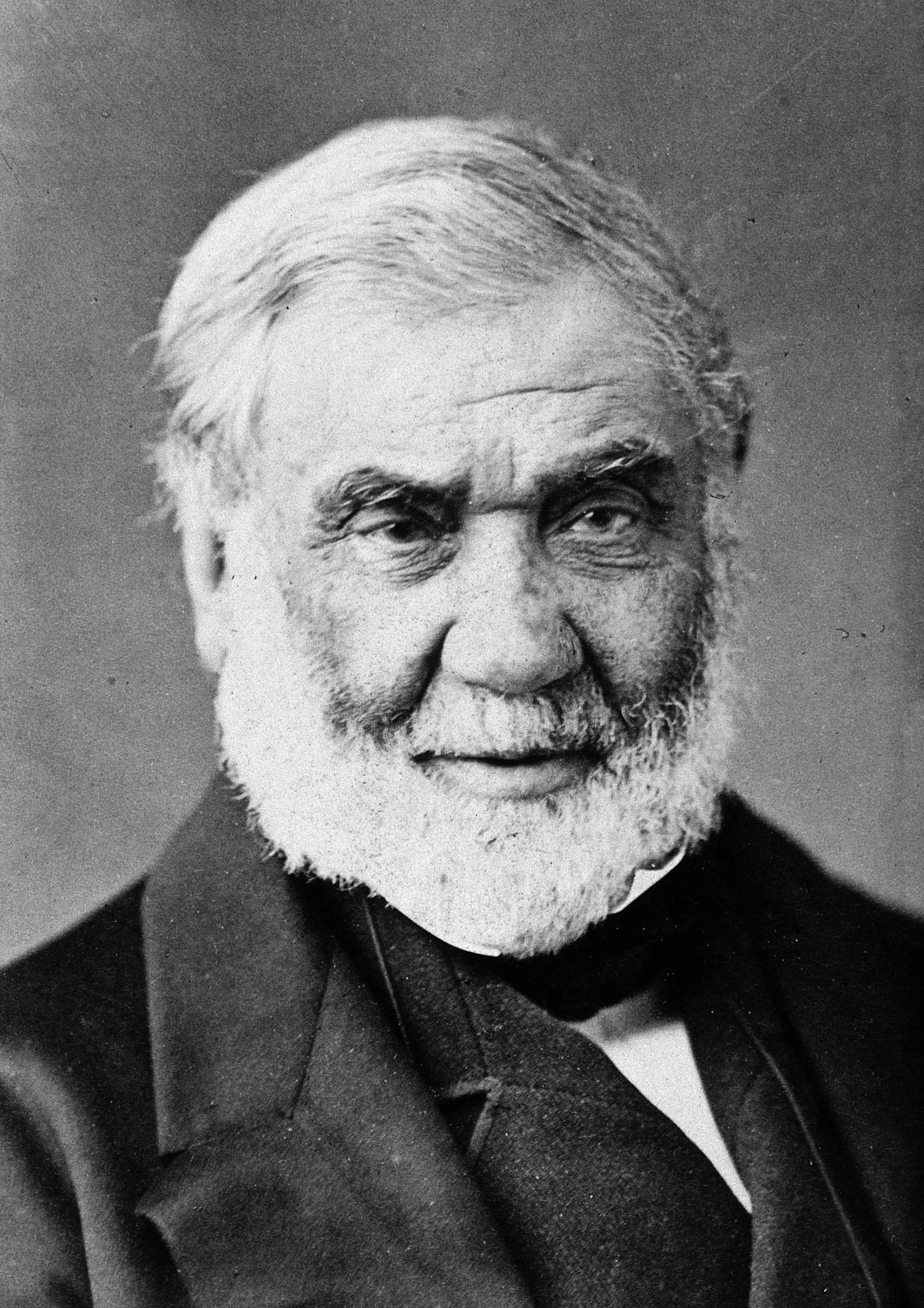
Sir Anthony Panizzi

Antonio (1797 — 1879) nasceu na zona rural de Módena, estudou Direito na Universidade de Pádua e se envolveu no movimento revolucionário, foi perseguido, teve seus bens confiscados e foi condenado à morte, mas conseguiu fugir para a Inglaterra, onde foi auxiliado pelo expatriado Ugo Foscolo, que o introduziu em um círculo de intelectuais. Na Inglaterra adquiriu a cidadania britânica e se tornou conhecido como Anthony Panizzi. Ao ser fundada a Universidade de Londres em 1828, foi convidado a assumir a cátedra de língua e literatura italiana. Em 1831 transferiu-se para a Biblioteca do Museu Britânico, assumindo a posição de conservador da seção de obras impressas, duplicando o volume do seu acervo, que se tornou o núcleo da atual Biblioteca Britânica, além de ser o idealizador do projeto de construção de uma vasta sala de leitura e autor do primeiro código de catalogação bibliográfica. Em 1856 foi indicado bibliotecário-chefe, cargo que naquela época equivalia a diretor de todo o museu, continuando uma profícua obra de melhorias na instituição até aposentar-se em 1866 como uma celebridade. Um retrato seu foi instalado no museu, recebeu um doutorado honoris causa da Universidade de Oxford, a Legião de Honra da França, várias ordens honoríficas da Itália, foi nomeado senador do Reino da Itália mas nunca tomou posse, e em 1869 foi-lhe oferecido o titulo de cavaleiro da Ordem do Banho, que ele recusou, mas foi-lhe outorgado da mesma forma. Faleceu em 1879 deixando edições críticas de várias obras italianas, traduções e obras didáticas. Desde 1985 a Biblioteca Britânica mantém a série de Palestras Panizzi, uma de suas principais séries de palestras bibliográficas, proferidas por eminentes especialistas.

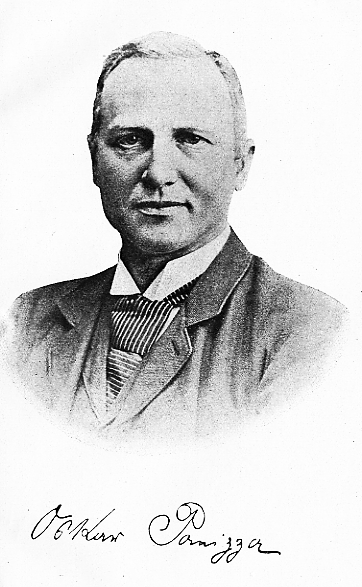
Oskar Panizza

Oskar (1853 — 1921), nascido na Alemanha de um grupo oriundo do ramo de Como, formou-se médico na Universidade de Munique, e em seguida viajou a Paris, onde passou a se dedicar ao estudo da psiquiatria e poesia. Voltou a Munique e se tornou assistente de um dos principais psiquiatras alemães da época, Bernhard von Gudden, mas em 1883 abandonou a medicina para se devotar à literatura, publicando três coletâneas poéticas influenciadas por Heinrich Heine: Düstre Lieder (1886), Londoner Lieder (1887) e Legendäres und Fabelhaftes (1889). Aproximou-se da vanguarda modernista e passou a escrever crítica literária e teatral, além de publicar obras atacando as religiões judaica e católica que causaram grande controvérsia, onde se destaca Das Liebeskonzil (1894), drama fantástico ridicularizando o culto cristão e a corte corrupta e licenciosa do Vaticano renascentista, que foi um sucesso ao ser encenado em Paris. Sua fama aumentou quando a obra foi censurada na Suíça, atraindo muitos literatos influentes para a polêmica, como Thomas Mann, Frank Wedekind e Theodor Fontane. O escândalo se tornou tão intenso que Oskar acabou preso por blasfêmia por um ano. Ao ser libertado, mudou-se para Zurique, onde fundou o jornal de variedades Zürcher Diskussionen, com um foco sobre a vida moderna, além de escrever a sátira política Psichopatia Criminalis e o drama histórico Nero. Nesta altura sua saúde mental começou a se deteriorar, e foi expulso da Suíça como persona non grata em 1898. Passou os anos seguintes em Paris, onde completou cerca de cem poemas, compilados em Parisjana (1899), sua última obra publicada, que desencadeou novo escândalo por suas críticas contra o imperador alemão, sendo acusado de crime de lesa-majestade, mas não foi condenado em vista de sua insanidade mental, diagnosticado nesta época com alucinações e paranoia. Terminou seus dias em um asilo psiquiátrico em Bayreuth, após tentar o suicídio. A maior parte dos seus escritos foi recolhida e permaneceu censurada e praticamente inacessível por muitos anos, dificultando seu estudo, e sua recuperação crítica só começou recentemente. Hoje é visto como um destacado escritor do pós-romantismo e do modernismo alemão, lembrado pelo seu estilo vivo e original e pela virulenta crítica que fez aos tabus morais e sexuais da sociedade burguesa de sua época.